# تشايواوات بوران
تشايواوات بوران (بالتايلندية: ชัยวัฒน์ บุราณ) (26 أكتوبر 1996 في تايلاند - ) هو لاعب كرة قدم تايلندي في مركز الوسط.

## روابط خارجية
- تشايواوات بوران على موقع قاعدة بيانات كرة القدم.إي يو (الإنجليزية)
- تشايواوات بوران على موقع ناشيونال فوتبول تيمز (الإنجليزية)
- تشايواوات بوران على موقع Soccerway.com (الإنجليزية)
- تشايواوات بوران على موقع عالم كرة القدم.نت (الإنجليزية)